# Миньлэ
Миньлэ́ (кит. упр. 民乐, пиньинь Mínlè, буквально: «народная радость») — уезд городского округа Чжанъе провинции Ганьсу (КНР).

## История
В эпоху Воюющих царств в этих местах юэчжи, затем эти места взяли под контроль сюнну. При империи Западная Хань во времена императора У-ди сюнну были разгромлены, и эти места были присоединены к империи Хань; в этих местах был создан уезд Дичи (氐池县). Во времена диктатуры Ван Мана он был в 9 году переименован в Фоуу (否武县), но после основания империи Восточная Хань уезду в 27 году было возвращено прежнее название. В 189 году уезд был переименован в Ланьчи (兰池县). При империи Суй уезд Ланьчи был присоединён к уезду Шаньдань.
После Синьхайской революции в Китае была произведена реформа административного деления, и в 1913 году был создан уезд Дунлэ (东乐县). В 1928 году он был переименован в Миньлэ.
В 1949 году был создан Специальный район Чжанъе (张掖专区), и эти земли вошли в его состав. В 1950 году он был расформирован, и эти земли перешли в состав Специального района Увэй (武威专区).
В 1955 году Специальный район Цзюцюань и Специальный район Увэй были объединены в Специальный район Чжанъе. В 1958 году уезд Миньлэ был присоединён к уезду Шаньдань, но в 1961 году был воссоздан. В 1970 году Специальный район Чжанъе был переименован в Округ Чжанъе (张掖地区).
Постановлением Госсовета КНР от 1 марта 2002 года были расформированы округ Чжанъе и городской уезд Чжанъе, и образован городской округ Чжанъе.

## Административное деление
Уезд делится на 6 посёлков и 4 волости.